# زولا باد
زولا باد (انگلیسی: Zola Budd؛ زادهٔ ۲۶ مهٔ ۱۹۶۶) دونده اهل آفریقای جنوبی است.
وی در مسابقات کشوری و بین‌المللی در مجموع برندهٔ ۲ مدال طلا شده‌است.